# Жёлтая книга Лекана
Жёлтая книга Лекана (Leabhar Buidhe Lecain) — средневековый ирландский манускрипт, записанный не позднее начала XV века. В настоящее время хранится в дублинском Тринити Колледже; не путать с более поздней «Великой книгой Лекана».
Манускрипт написан на пергаменте и состоит из 344 колонок текста. Первые 289 были записаны к 1391 г., оставшиеся — к 1401 г. Язык рукописи среднеирландский.
В книге почти полностью содержится Уладский цикл, в том числе фрагментарная версия «Похищения быка из Куальнге», которая является компиляцией двух или более ранних версий, на что указывает большое количество дублируемых в тексте эпизодов и отсылок к другим версиям.
Эта фрагментарная версия «Угона быка из Куалнге» частично пересекается с другой, также не полностью сохранившейся редакцией в «Книге Бурой Коровы»; текст, который на данный момент считается текстом первой редакции «Похищения», основан на этих двух рукописях.
В «Жёлтой книге Лекана» содержится древнейшая из сохранившихся версий рассказа о смерти Фергуса мак Ройха.
В дополнение к этим материалам, относящимся к уладскому циклу, в книге имеются поздняя версия «Путешествия Майль Дуйна», собрание ирландских триад, «Словарь Кормака» и тот же огамический трактат, что и в «Баллимотской книге». Другая редкая сага в этой рукописи — «Установление владений Тары» (Fallsigud teglach Tara), где старейший житель Ирландии — Финтан рассказывает святому Патрику историю острова. В саге фигурирует странный персонаж Трефуйлнгид Трееохайр, великан с холма Тары, который первым поведал ирландцам о распятии Иисуса Христа.

## История рукописи
Фактически то, что именуется «Жёлтой книгой Лекана», представляет собой несколько фрагментов рукописей, собранных под одной обложкой. Эта фрагменты были приобретены в 1700 году Эдвардом Ллуйдом у нескольких ирландских антикваров, которые, возможно, получили их от Дубалтаха Мак Фир Бисиха, крупнейшего ирландского антиквара XVII в., предки которого, учёное семейство Фир Бисихов, принимали участие в создании этих рукописей. Луйд переплёл семнадцать рукописей в один том, и назвал его «Жёлтой книгой Лекана». Название он взял из одного из писцовых колофонов: «(Кни)га Жёлтая Лекана — имя этой книги; я — Китруад, сын Тадга Рыжего» (ирл. [Leab]ar an Buide Leacain anim an leabhair so; mise Cirruaidh mac Taidg Ruaidh).
Часть рукописи была создана Гиллой Исой Мором Мак Фир Бисихом между 1398 и 1417 годами. Сохранилось девяносто девять листов, написанных его рукой; в научной литературе они именуются «Книгой Гиллы Исы» (Leabhar Giolla Íosa — LGÍ). Именно эти страницы содержат наиболее важные древне- и среднеирландские тексты (в том числе и «Похищение быка из Куальнге»). Согласно колофону, Гилла Иса писал рукопись для себя и своих детей. Другие страницы принадлежат перу ученика Гиллы Исы, Мурхада Риабаха (Рябого) О Куннлиса. По мнению ирландского филолога Т. О Конхьяннана, значительная часть «Книги Гиллы Исы» происходит из утраченной «Книги Глендалоха» и сохранившейся до наших дней Лейнстерской книги. Несколько страниц в «Жёлтой книге Лекана» написаны Соламом О Дрома, одним из писцов Книги Баллимоута.